# Rybakowo (wieś)
Rybakowo – wieś w Polsce, położona w województwie lubuskim, w powiecie gorzowskim, w gminie Kłodawa.
W latach 1975–1998 miejscowość administracyjnie należała do województwa gorzowskiego.
Rybakowo pełni funkcję letniskową dla mieszkańców Gorzowa Wielkopolskiego.